# Castillo de Antrim
El castillo de Antrim, también conocido como el castillo de Massereene, era un castillo ubicado en la ciudad de Antrim, en el condado de Antrim de Irlanda del Norte. Fue erigido por etapas entre los años 1613 y 1662. Fue destruido por un incendio en 1922 y finalmente demolido en la década de 1970. Todo lo que queda es una plataforma de césped ligeramente elevada, así como una torre de escalera italiana independiente que se construyó en 1887 y una puerta de entrada, que se construyó alrededor de 1818 con unas torres gemelas de estilo neo-tudor, con muros de conexión más antiguos. Los jardines son una atracción turística popular en Randalstown Road (Antrim).

## Historia
El castillo de Antrim fue construido originalmente en 1613 por el colono inglés Sir Hugh Clotworthy, y ampliado en 1662 por su hijo, John Clotworthy, primer vizconde de Massereene. Fue a través de su hija y heredera, Mary, y su matrimonio con Sir John Skeffington, cuarto baronet, que la propiedad y el título llegaron a la última familia. El castillo fue reconstruido en 1813.
En la década de 1680 el castillo fue asaltado por el general jacobita Richard Hamilton y sus hombres que saquearon el interior del castillo, haciéndose con cubertería de plata, elementos de decoración y muebles adornados, que supusieron una pérdida estimada, para la época, de objetos por valor de 3000 libras del momento.
Durante algún tiempo, el castillo se utilizó para conferencias políticas; en 1806 John Foster, el último presidente de la Cámara de Representantes de Irlanda, habló en el Oak Room del castillo en una reunión.
Durante un gran baile el 28 de octubre de 1922, el castillo se incendió y fue destruido. Aunque muchas de las pruebas apuntaban a un incendio provocado por el IRA, el resultado final de la investigación no fue concluyente, por lo que no se pagó ninguna reclamación de seguro. El castillo permaneció en ruinas hasta su demolición en 1970.

## Características
El castillo de Antrim había sido reconstruido en 1813 como una mansión almenada de estilo gótico georgiano de tres pisos, diseñada por el arquitecto de Dublín John Bowden. La portada de estilo restaurador del castillo original, con heráldica y una cabeza de Carlos I, fue reerigida como elemento central de la entrada. También tenía proyecciones en forma de torre en las esquinas de las torretas de ángulo redondo. Una alta torre octogonal de sillar se añadió al frente en 1887, cuando el castillo se volvió a ampliar. También contaba con un jardín formal del siglo XVII, único en el Úlster. Dichos jardines fueron objeto de un proyecto de restauración que costó 6 millones de libras esterlinas, realizado por el Ayuntamiento de Antrim con el apoyo del Heritage Lottery Fund, para preservar el sitio histórico.
Los jardines también presentaban un canal largo con otro canal en ángulo recto, formando una "T", así como una mota de un castillo normando. Alrededor de 1840 se construyeron dependencias al estilo del renacimiento jacobino de basalto de escombros curvos con apósitos de arenisca. La puerta de entrada tenía torretas octogonales. El bloque estable se convirtió más tarde para su uso como residencia familiar y se renombró Clotworthy House.

## Informes de apariciones
Una joven sirvienta de Westmeath, Ethel Gilligan, fue rescatada del incendio de 1922 que dejó la mayor parte del castillo en ruinas por un hombre local que usó una escalera para llegar a la ventana. Murió más tarde por inhalación de humo. Según los informes, su fantasma ha sido visto caminando en Castle Gardens, y entre las ruinas del castillo antes de su demolición. Los lugareños se refieren a ella como la "Dama Blanca". Antrim tiene su propio grupo de investigación paranormal llamado CAPRA (Asociación de Investigación Paranormal del Condado de Antrim). Fundados en 2007, son un grupo voluntario creado para investigar la supuesta actividad paranormal.